# NGC 4028
NGC 4028 је лентикуларна галаксија у сазвежђу Береникина коса која се налази на NGC листи објеката дубоког неба.
Деклинација објекта је + 16° 10' 38" а ректасцензија 11h 58m 35,8s. Привидна величина (магнитуда) објекта NGC 4028 износи 12,4 а фотографска магнитуда 13,3. NGC 4028 је још познат и под ознакама NGC 4014, UGC 6961, MCG 3-31-5, CGCG 98-12, IRAS 11560+1627, PGC 37695.